# Барановский, Анатолий Максимович
Анато́лий Макси́мович Барано́вский (укр. Анатолій Максимович Барановський; 25 января 1906, Киев — 9 ноября 1988, Киев) — государственный деятель и дипломат, министр иностранных дел Украинской ССР (1952—1954), министр финансов УССР (1961—1979).

## Биография
Родился в Киеве. В 1920—1930-х годах — работник налоговой инспекции, комсомольских органов Житомирщины. Окончил Харьковский плановый институт Госплана УССР (1933).
В 1933—1940 годах — старший экономист, начальник сектора, отделения, заместитель председателя, председатель Госплана УССР. В 1941 году — заместитель председателя СНК УССР. В начале Великой Отечественной войны в условиях наступления гитлеровских войск на Украине проводил значительную работу по перебазированию важных предприятий на восток для налаживания массового производства боеприпасов. В 1941—1942 годах — начальник оперативной группы по промышленности Войскового совета Южного фронта.
В 1942—1944 годах — эксперт министра иностранных дел СССР по экономическим вопросам, принимал активное участие в подготовке экономических статей (соглашений) о перемирии с союзниками Германии во Второй мировой войне. В 1944—1952 годах — заместитель председателя СНК УССР (с 15 февраля 1946 года — Совет министров УССР). 18 декабря 1945 года от имени правительства УССР Барановский подписал в Вашингтоне соглашение о помощи Украине Международной организации помощи пострадавшим от войны (ЮНРРА). Руководитель украинской делегации на IV сессии ЮНРРА (марте—мае 1946 года). Принимал активное участие в Парижской мирной конференции 1946 года; как представитель Украины был председателем комиссии по политическим и территориальным вопросам по Румынии, где не только отстаивал интересы Украины, но и отрицал отдельные требования некоторых государств по Румынии. Возглавлял специально основанный подкомитет для определения чехословацко-венгерской границы в районе Братиславы (Словакия). Руководитель делегации УССР на Белградской конференции 1948 года, выработавшей Конвенцию о режиме судоходства на р. Дунай. С 10 июня 1952 по 10 мая 1954 года Барановский — министр иностранных дел УССР. В 1950—1954 годах возглавлял делегацию Украины на V—VIII сессиях Генеральной Ассамблеи ООН. В сложных условиях диктата делегации СССР, проявляя принципиальность, оппонировал её главе А. Вышинскому.
В 1954—1957 годах — председатель Госплана УССР, заместитель председателя СМ УССР, в 1957—1961 годах — первый заместитель председателя Госплана — министр УССР, в 1961—1979 годах — министр финансов УССР.
В 1952—1981 годах — член ЦК Компартии Украины, в 1946—1980 годах — депутат ВС УССР.

## Награды
- Орден Ленина
- Орден Октябрьской Революции
- 3 Ордена Трудового Красного Знамени (в том числе 23 января 1948; 31 января 1956)